# Gonaïves
Gonaïves er en by på det nordlige Haiti, med et indbyggertal på 356.324 (2015). Byen er hovedstad i departementet Artibonite og ligger på landets kyst til det Caribiske hav.